# (2734) Hašek
(2734) Hašek ist ein Asteroid des Hauptgürtels, der am 1. April 1976 vom russischen Astronomen Nikolai Stepanowitsch Tschernych am Krim-Observatorium in Nautschnyj (IAU-Code 095) entdeckt wurde.
Der Asteroid wurde nach dem tschechischen Schriftsteller Jaroslav Hašek (1883–1923) benannt, der vor allem durch seine literarische Figur des „braven Soldaten Schwejk“ berühmt wurde.